# George Forrest
George Forrest (* 13. März 1873 in Falkirk, Schottland; † 5. Januar 1932 in Tengyueh, Yunnan, China) war ein schottischer Botaniker und Pflanzensammler. Sein offizielles botanisches Autorenkürzel lautet „Forrest“.

## Leben und Wirken
Forrest arbeitete zunächst in einer Apotheke in Kilmarnock. Sobald er genügend Geld gespart hatte, reiste er nach Australien, um Verwandte zu besuchten. Er kehrte 1902 nach Schottland zurück.
Seine botanische Arbeit begann er am Herbarium des Royal Botanic Garden in Edinburgh. Er war jedoch kein Stadtmensch und sehnte sich nach der Arbeit im Freien. Seine erste botanische Expedition konnte er für A. K. Bulley aus Neston in Cheshire, den Gründer der „Bee Seeds“ machen. Bulley schickte Forrest nach China zum Pflanzensammeln. Viele der von Forrest gesammelten Pflanzen tragen das Artepitheton forrestii, was ein Indiz für den Erfolg seiner Reisen ist.
Forrest unternahm insgesamt fünf Expeditionen nach China; er sammelte dort nicht nur Pflanzen, sondern auch Vögel und Schmetterlinge. Er setzte in China auch sein pharmazeutisches Wissen ein und behandelte bei einheimischen Chinesen verschiedene Krankheiten. Forrest selbst wurde in China sehr krank und starb in Tengyueh im südwestlichen Yunnan, nahe der Grenze zu Myanmar.
Zu den von ihm gesammelten und in Europa neu eingeführten Pflanzen gehören die Tannenart Abies georgei, Ahornarten (Acer), Adenophera, Astern, Dracocephalum, Hemerocallis, Iris, Primula, die Rhododendron-Art Rhododendron forrestii und die Tibetorchideen-Art Pleione forrestii.
1927 ehrte ihn die Royal Horticultural Society mit der goldenen Veitch Memorial Medal.